# Passo del Lagastrello
Il passo del Lagastrello  è un valico dell'Appennino Tosco-Emiliano posto a quota 1.198 m che separa la Toscana (Lunigiana) dall'Emilia-Romagna.

## Geografia
Il passo si trova lungo la strada provinciale 74, nel comune di Comano, in provincia di Massa-Carrara. Collega la provincia di Massa-Carrara con la provincia di Reggio Emilia e la provincia di Parma ed è compreso nel territorio del Parco nazionale dell'Appennino Tosco-Emiliano.
Sul passo si trova il Lago Paduli, un lago artificiale realizzato nei primi anni del 1900, da cui nasce il torrente Enza.

## Storia

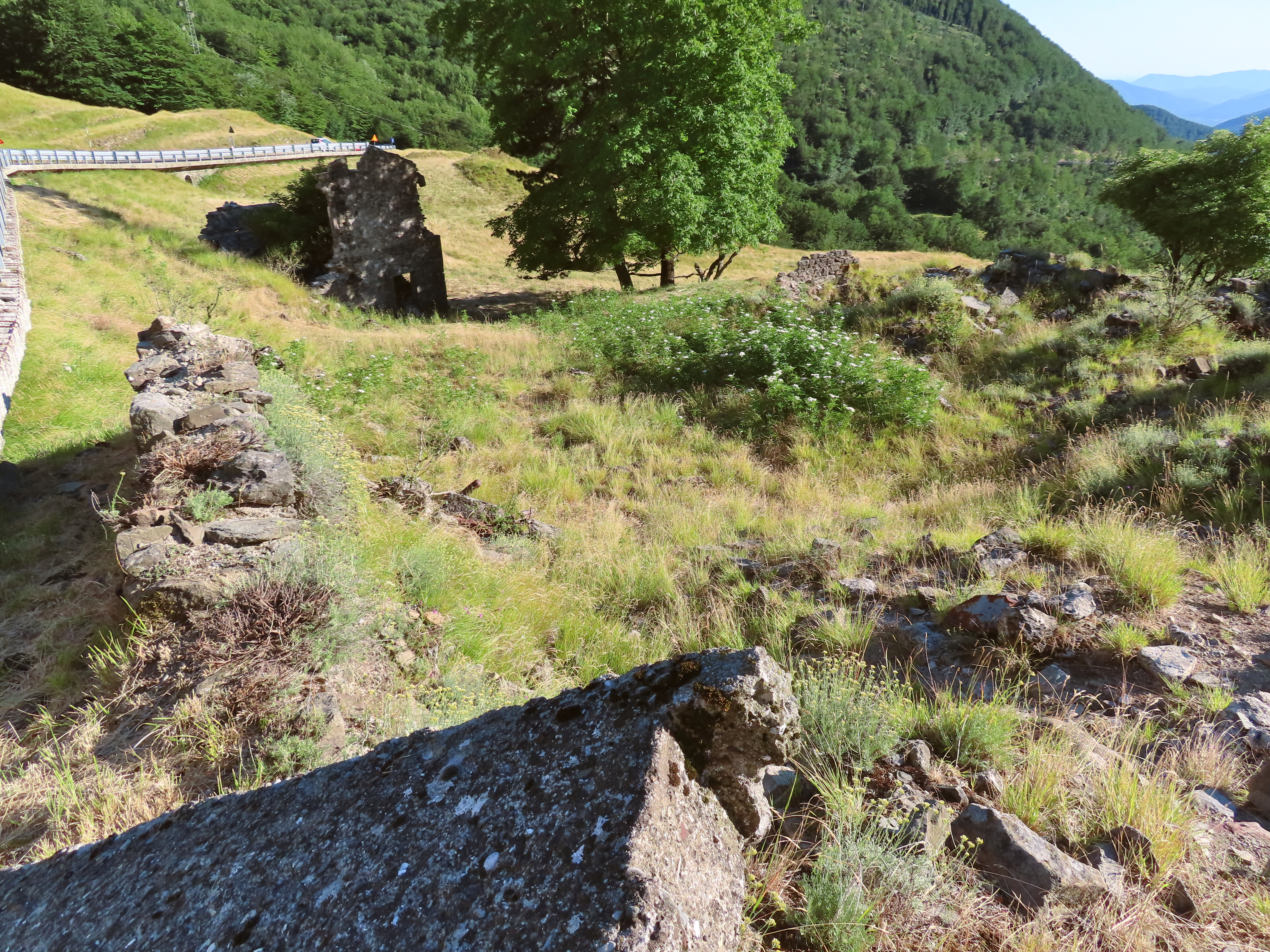
Ruderi dell'abbazia di Linari

Presso il passo sorgeva l'Ospedale dei Linari, noto anche come Abbazia di Linari sorto in epoca medievale (X secolo) e retto dall'Ordine dei Cavalieri d'Altopascio; ne resta qualche traccia nel versante toscano. Anticamente il valico era utilizzato per i commerci e i pellegrinaggi verso Roma e Lucca.
La montagna che sovrasta il passo si chiama monte Malpasso, forse dal latino Malus Passus, ad indicare un accesso difficile al valico, attraversato in epoca romana dalla "strada delle cento miglia" (citata nel Itinerarium Antonini), che collegava Parma e Luni. Questa strada fu di grande importanza anche in epoca longobarda, essendo per decenni l'unica via sicura tra la pianura padana e la Toscana. Come citato in Le carte longobarde di Varsi, la conquista da parte longobarda del settore appenninico si sarebbe effettuata in tempi diversi, con capovolgimenti di situazioni e fronti, ad eccezione del tratto parmense compreso tra l'Enza e Taro.
Pier Maria Giusteschi Conti, in L'Italia bizantina nella "Descriptio orbis Romani", cita il Kastron Càmpas, castelliere bizantino che sbarrava la val Taro, mentre anche Bismantova era tenuta dai bizantini, anche se a fasi alterne conquistata dai longobardi. Di conseguenza il Lagastrello, o meglio il Malpasso, era l'unica strada che offriva una certa sicurezza per raggiungere la Toscana.

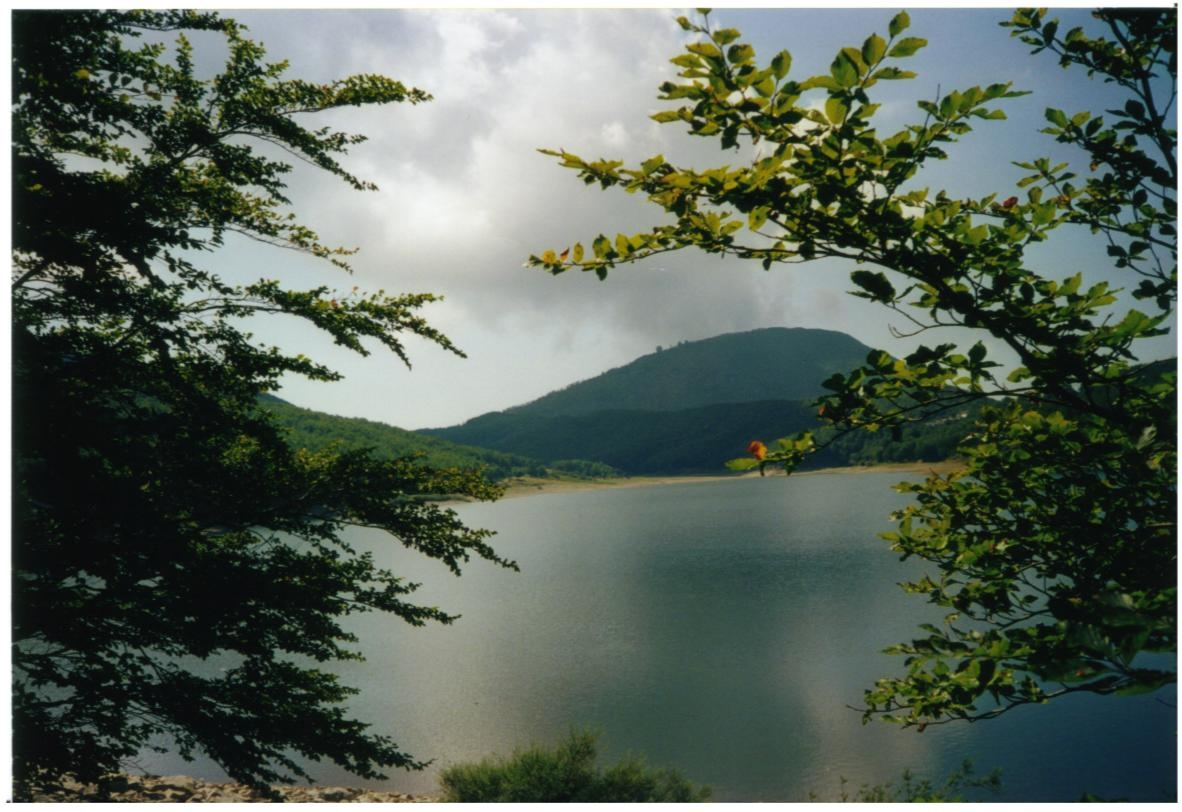
Il lago Paduli.

Una prova può essere la forte presenza di nomi di "santi" longobardi (citati da Guglielmo Capacchi nel libro Antichi nomi di luogo delle Valli dei Cavalieri e delle corti di Monchio) sulla sponda parmense della valle dell'Enza, e dal ritrovamento di sepolture di probabile origine longobarda nei pressi del sito dell'antica chiesa di San Giorgio della frazione di Fontanafredda in val Parmossa, nel comune di Tizzano Val Parma.
Solo alla fine del VI secolo, ad opera di Agilulfo, si ampliarono le conquiste longobarde anche nell'Appennino reggiano, mentre nel settore parmense si rendeva sicuro anche il Passo della Cisa, sicuramente più agevole del Malpasso, verso i ducati toscani e centro meridionali.